# LEON
A LEON (a spanyol león szóból, jelentése oroszlán) egy sugárzás elleni védelemmel ellátott 32 bites processzor mag és mikroprocesszor-sorozat, amely a Sun Microsystems által fejlesztett SPARC V8 utasításkészlet-architektúrát (ISA) valósítja meg. Eredetileg az European Space Research and Technology Centre (ESTEC) tervezte, amely az Európai Űrügynökség (ESA) része, majd a tervek rövid életút után a Gaisler Research céghez kerültek (a Sun nem volt érintett a processzor kialakításban). A leírása szintetizálható VHDL hardverleíró nyelven készült. A LEON processzornak kettős licenc modellje van: egy GNU Lesser General Public License (LGPL) és GNU General Public License (GPL) free and open-source software (FOSS) licenc amely licencdíj nélkül használható, vagy egy védett termékbe történő integráláshoz megvásárolható védett licenc. A mag VHDL generikus modulokkal konfigurálható, és egylapkás rendszer (SOC) kialakításokban használják, mind kutatási, mind kereskedelmi célú rendszerekben.

## Történet
Az LEON projektet az Európai Űrügynökség (ESA) indította 1997 végén, az európai űrprojektekben felhasználható nagy teljesítményű processzor tanulmányozása és kifejlesztése céljából. A projekt céljai között szerepelt egy olyan nyílt, hordozható és nem tulajdonosi processzorkialakítás létrehozása, amely képes megfelelni a teljesítményre, a szoftverkompatibilitásra és az alacsony rendszerköltségre vonatkozó jövőbeli követelményeknek. Egy másik cél az volt, hogy a gyártás egyszeri hibaeseményeket (single-event upset, SEU) tűrő félvezető folyamatban történjen. A helyes működés fenntartásához a hibaesemények fellépésével számolva széleskörű hibajelző és hibakezelő funkciókra van szükség. A cél az volt, hogy bármely regiszterben egy hibát szoftveres beavatkozás nélkül észleljen és eltűrjön a rendszer, valamint hogy a kombinációs logikában elnyomják az egyszeri átmeneti (single event transient, SET) analóg hibák hatásait.
A LEON család első tagja, a LEON1, egy VHDL hardverleíró nyelven készült kialakítás volt.
A 0,25 μm-es technológiával legyártott LEONExpress tesztcsip a hibatűrési koncepció bizonyítására szolgált.
A második, LEON2 VHDL-kialakítást az Atmel AT697 processzoros eszközében és különböző egylapkás rendszerekben használták.
Ezt a két LEON megvalósítást az ESA fejlesztette ki.
A harmadik, LEON3 tervezetet már a Gaisler Research (jelenleg a Cobham plc. része, korábban Aeroflex Gaisler) fejlesztette ki,
és ugyanez jelentette be a negyedik generációs LEON, a LEON4 processzor megjelenését is.

## LEON processzor modellek és disztribúciók
A LEON processzor programozható logikában, például egy FPGA-ban (field-programmable gate array) vagy alkalmazásspecifikus integrált áramkörben (ASIC) valósítható meg.
Ez a szakasz és a következő alfejezetek a LEON processzorokra mint szoftveres jogvédett IP-magokra (soft IP core) összpontosítanak,
és összefoglalják az egyes processzorváltozatok fő jellemzőit,
valamint a processzor kiszerelésére/tokozására szolgáló infrastruktúrát, amelyet LEON-disztribúciónak neveznek.
A LEON sorozat összes processzora a SPARC V8 csökkentett utasításkészletű (RISC) ISA-t használja.
A LEON2(-FT) öt fokozatú, míg a későbbi változatok hét fokozatú futószalagot tartalmaznak.
A LEON2 és a LEON2-FT egy grafikus konfigurációs eszközzel módosítható egylapkás rendszer kialakításként kerül forgalmazásra.
Bár a LEON2(-FT) kialakítás bővíthető és más kialakításokban újrafelhasználható,
a felépítése nem hangsúlyozza a terv egyes részeinek építőelemként való újrafelhasználását,
és a tervezők számára nem engedi meg új IP-magok könnyű beépítését a kialakításba.
A szabványos LEON2(-FT) disztribúció a következő támogató magokat tartalmazza:
- megszakításvezérlő
- hibakeresést támogató egység nyomkövetési pufferrel
- két 24 bites időzítő
- két univerzális aszinkron adóvevő (UART)
- 16 bites memóriába leképzett I/O port
- memóriavezérlő

A LEON3, LEON3FT és LEON4 magokat jellemzően a GRLIB IP-könyvtárral együtt használják.
Míg a LEON2 disztribúciók egyetlen, több megcélzott technológián is használható dizájnt tartalmaznak,
addig a GRLIB több sablon kialakítást tartalmaz,
FPGA fejlesztőkártyákhoz és ASIC célokhoz egyaránt, és ezek a LEON2 disztribúcióhoz hasonló grafikus konfigurációs eszközzel módosíthatók.
A LEON/GRLIB csomag a LEON2 disztribúciókhoz képest több magot tartalmaz,
és tartalmazza a csipen lévő Advanced Microcontroller Bus Architecture (AMBA) busz plug and play (PnP) kiterjesztését is.
A GRLIB csomagban elérhető IP magok közé tartoznak még:
- 32 bites PC133 SDRAM (szinkron dinamikus RAM) vezérlő
- 32 bites PCI híd DMA-val
- 10/100/1000 Mbites Ethernet MAC-cím
- 8/16/32 bites PROM és SRAM vezérlő
- 16/32/64 bites DDR/DDR2 vezérlők
- USB 2.0 host- és eszközvezérlők
- Controller area network (CAN) vezérlő
- JTAG TAP vezérlő
- Serial Peripheral Interface (SPI) vezérlő
- I²C vezérlő
- univerzális aszinkron adóvevő (UART) FIFO-val
- moduláris időzítő egység
- megszakításvezérlő
- 32 bites GPIO általános célú I/O port

### FPGA tervezési folyamat
A LEON FPGA-n való felépítéséhez szükséges tervezési folyamat dokumentációja elérhető a gyártótól és harmadik féltől származó forrásokból.

### Terminológia
A LEON2/LEON2-FT kifejezés gyakran a LEON2 egylapkás rendszer kialakításra utal,
amely a LEON2 processzormagot jelenti a LEON2(-FT) disztribúcióban elérhető szabványos perifériakészlettel együtt.
A LEON sorozat későbbi processzorai a kialakítások széles körében vannak alkalmazva,
ezért nem kapcsolódnak olyan szorosan a szabványos perifériakészlethez.
A LEON3 és LEON4 esetében a név jellemzően csak a processzormagra utal, míg a LEON/GRLIB a teljes egylapkás rendszer kialakításra vonatkozik.

### LEON2 processzormag
A LEON2 processzormag jellemzői:
- A GNU LGPL nagyfokú szabadságot biztosít a szabadon hozzáférhető forráskódba való beavatkozáshoz.
- A konfigurálhatóság a projekt egyik alapvető jellemzője,[12] és a VHDL generikusok használatával valósul meg.[13]
- Egy futószalagos sorrendi végrehajtású processzor minden alapvető funkcióját kínálja.
- A projekt VHDL kódja meglehetősen nagy méretű (körülbelül 90 fájl, a teljes LEON2 disztribúcióhoz, beleértve a perifériás IP-magokat is).

### LEON2-FT processzormag
A LEON2-FT processzor a LEON2 processzor egyszeri hibaeseményre (SEU) hibatűrő (fault tolerant, FT) változata.
A flip-flopokat háromszoros moduláris redundancia védi, és minden belső és külső memória EDAC vagy paritásbitek segítségével védett. Erre az Európai Űrügynökség által forgalmazott IP-re speciális licenckorlátozások vonatkoznak.
A processzort különböző műholdakban, az ESA 2015-ös Intermediate eXperimental Vehicle (IXV) kísérleti űrrepülőgépében és a kínai Csang-o–4 holdszondában is használták.

### LEON3 processzormag
A LEON3 a SPARC V8 architektúrának megfelelő 32 bites processzor szintetizálható VHDL modellje.
A modell nagymértékben konfigurálható, és különösen alkalmas egylapkás rendszerek (system-on-a-chip, SoC) tervezésére.
A teljes forráskód a GNU GPL licenc alatt érhető el, ami lehetővé teszi a bármilyen célú felhasználást licencdíj nélkül.
A LEON3 saját licenc alatt is elérhető, ami lehetővé teszi a saját alkalmazásokban való felhasználást.
A két LEON2 processzormodell és a LEON3 között számos különbség van. A LEON3 SMP-támogatást és hétfokozatú futószalagot tartalmaz, míg a LEON2 nem támogatja az SMP-t és futószalagja öt fokozatú.

### LEON3FT processzormag
A LEON3FT a szabványos LEON3 SPARC V8 processzor hibatűrő változata. Kemény űrkörnyezetben való működésre tervezték, és olyan funkciókat tartalmaz, amelyek az összes csipen lévő RAM-memóriában felismerik és kijavítják az egyszeri eseményből adódó hibákat (SEU). A LEON3FT processzor támogatja a szabványos LEON3 processzor legtöbb funkcióját, és a következő funkciókkal lett bővítve:
- a regiszterfájl SEU hibajavítása 32 bites szavanként legfeljebb 4 hibával,
- a gyorsítótár-memória hibajavítása címkénként vagy 32 bites szavanként legfeljebb 4 hiba esetén,
- autonóm és szoftveresen átlátszó hibakezelés,
- a hiba felismerése vagy javítása nincs hatással az időzítésre.

A LEON3FT nem támogatja a szabványos LEON3 processzor következő funkcióit:
- helyi átmeneti tár (scratchpad RAM, belső gyorsmemória, nincs, sem utasítás, sem adat számára),
- gyorsítótár zárolás,
- LRR (least recently replaced) gyorsítótár-helyettesítő algoritmus.

A LEON3FT magot a GRLIP IP könyvtár speciális FT verziójával együtt forgalmazzák. Csak netlista disztribúció lehetséges.
A kritikus űrtechnikai alkalmazásokhoz a LEON3FT-RTAX nevű FPGA implementáció javasolt.

### LEON4 processzormag
2010 januárjában megjelent a LEON processzor negyedik verziója. Ez a változat a következő új jellemzőkkel rendelkezik:
- statikus elágazás-előrejelzés hozzáadva a futószalaghoz,
- opcionális 2. szintű gyorsítótár (L2),
- 64 bites vagy 128 bites útvonal az AMBA AHB[18] interfészhez,
- nagyobb teljesítmény lehetséges (a gyártó állítása szerint: 1,7 DMIPS/MHz, szemben a LEON3 1,4 DMIPS/MHz-ével),
- sugárzástűrő.[1]

### LEON5 processzormag
Fejlesztés alatt áll.

## Valós idejű operációsrendszer-támogatás
A LEON magot jelenleg a következő valós idejű operációs rendszerek támogatják: RTLinux, PikeOS, eCos, RTEMS, Nucleus, ThreadX, OpenComRTOS, VxWorks (a Gaisler Research portja), LynxOS (szintén a Gaisler Research portja), POK (egy BSD licenc alatt kiadott szabad ARINC653 implementáció) és ORK+, egy nyílt forráskódú valós idejű kernel a Ravenscar profilú, nagy integráltságú valós idejű alkalmazásokhoz, és Embox nyílt forráskódú konfigurálható valós idejű operációs rendszer, amely lehetővé teszi Linux szoftver Linux nélkül történő használatát.

## Fordítás
Ez a szócikk részben vagy egészben  a   LEON című angol Wikipédia-szócikk ezen változatának fordításán alapul.  Az eredeti cikk szerkesztőit annak laptörténete sorolja fel. Ez a jelzés csupán a megfogalmazás eredetét és a szerzői jogokat jelzi, nem szolgál a cikkben szereplő információk forrásmegjelöléseként.